# Mníšek pod Brdy
Mníšek pod Brdy település Csehországban, Nyugat-prágai járásban. Mníšek pod Brdy Líšnice, Nová Ves pod Pleší, Voznice, Dobříš, Dobřichovice, Čisovice, Kytín, Řevnice, Řitka és Zahořany településekkel határos. Lakosainak száma 6334 fő (2024. január 1.).

## Népesség
A település lakosságának változását az alábbi diagram mutatja:
| Lakosok száma | 1799 | 1790 | 1520 | 1861 | 3892 | 4082 | 5522 | 5832 | 6060 | 6334 |
|               | 1869 | 1890 | 1921 | 1950 | 1980 | 2001 | 2017 | 2019 | 2022 | 2024 |